# سلوك (مهاباد)
قرية سلوك (بالكردية: سڵۆک) هي إحدى القرى التابعة لـمنغور الشرقية في ريف قسم خليفان من مقاطعة مهاباد، في محافظة أذربیجان الغربیة الإيرانية.

## السكان
حسب إحصاءات سنة 2006، بلغ إجمالي السكان في سلوك 156 نسمة وعدد المساكن 22 مسكن. لغة سكان سلوك هي اللغة الكردية و هم من أهل السنة والجماعة والمذهب الشافعي.